# Bulbophyllum nebularum
Bulbophyllum nebularum là một loài phong lan thuộc chi Bulbophyllum.